# Завод альфа-олефінів в Фелу
Завод альфа-олефінів у Фелу — підприємство у центральній частині Бельгії, яке виробляє широкий спектр альфа-олефінів (ненасичених вуглеводнів з одним подвійним зв'язком, що міститься на початку молекули з лінійним ланцюжком атомів вуглецю). 
Виробництво у Фелу спорудила в 1992 році Ethyl Corporation, яка через чотири роки продала бізнес альфа-олефінів компанії Amoco, котра в кінці того ж десятиріччя об’єдналась із BP. Остання у 2005 році поступилась своїми заводами (окрім бельгійського, в неї також були підприємства у техаській Пасадені та канадському Джоффре) корпорації INEOS. 
На момент запуску потужність майданчика в Фелу становила 200 тисяч тонн альфа-олефінів на рік, а в 1999 році цей показник збільшили до 300 тисяч тонн. Завод використовує технологію олігомеризації етилену та випускає широкий спектр альфа-олефінів (в тому числі 76 тисяч тонн 1-октену).
Необхідна сировина постачається по етиленопроводу Антверпен — Фелу, при цьому у 2018 році INEOS ввела в Антверпені власний спеціалізований морський термінал.
Частину продукції споживають на тому ж майданчику для виробництва поліальфаолефінів — продуктів олігомеризації 1-децену, котрі використовують для створення синтетичних мастил. Станом на 2009 рік потужність цього напрямку довели до 125 тисяч тонн (первісно вона складала лише 35 тисяч тонн).